# Retrograd ejakulation
Retrograd ejakulation kallas det förhållandet att vid mannens ejakulation sprutas ejakulatet inte ut ur urinröret utan strömmar in i urinblåsan. Det beror på en försvagning i musklerna eller nerverna i urinblåsans hals vilket hindrar den från att stänga vid ejakulation. Det kan orsakas av bland annat biverkningar av vissa läkemedel, diabetes, cancer, multipel skleros, som komplikation till exempel av operation av prostatan, av medfödda defekter i urinröret eller urinblåsan eller sjukdom som påverkar nervsystemet.
Retrograd ejakulation är en möjlig biverkning vid användning av alfa-blockerare. Denna typ av läkemedel används bland annat för att behandla nedre urinvägssymtom (LUTS). En rapport från amerikanska Agency for Health Care Policy and Research (AHCPR) visar att den genomsnittliga risken för retrograd ejakulation efter att patienten har genomgått en öppen prostatektomi är 77,2 procent, 73,4 procent efter transuretral resektion av prostata (TURP), 24,9 procent efter transuretral incision av prostata (TUIP) samt 6,2 procent vid användning av alfa-blockerare.